# Osogna
Osogna est une localité et une ancienne commune suisse du canton du Tessin, située dans le district de Riviera. Elle a fusionné le 2 avril 2017 avec Iragna, Lodrino et Cresciano pour former la nouvelle commune de Riviera.

## Histoire
Cette localité est mentionnée pour la première fois dans un document de 1299. Des tombes romanes ont été trouvées près du torrent Nala. Osogna a été chef-lieu de bailliage depuis 1573 et elle est chef-lieu de district depuis 1803.
Pendant des siècles, l'agriculture était l'activité principale de la population. Les châtaignes représentaient un fruit très important pour l'alimentation pendant les mois d'hiver. La vigne était aussi cultivée dans les endroits les plus propices.
Dans la vallée d'Osogna, il y avait de nombreux animaux sauvages. Le dernier ours a été tué par Francesco Antonio Mattei en 1837. Entre 1808 et 1837 15 ours furent tués dans le val d’Osogna. Le canton versait une gratification de 50 lires de Milan pour chaque ours tué (il fallait donner la patte droite).
Le village était un lieu de passage sur la route du Gothard. Quelques auberges s'occupaient des passagers et des chevaux qui s'arrêtaient pour la nuit.
La rivière Tessin inondait souvent les prés et les champs de la plaine. Aujourd'hui encore il arrive qu'il déborde pendant les crues.
L'industrie du granit s'est développée avec l'ouverture du chemin de fer du Gothard. En 1899 environ 1500 ouvriers travaillaient dans les carrières de Osogna. À l'époque, c'était l'une des principales industries tessinoises. C'était une industrie très dépendante de l'activité dans la construction. En 1908 la production avait déjà baissé de moitié et la concurrence du béton armé était très forte. Les ouvriers provenaient d'Italie et la silicose était une maladie très répandue parmi les tailleurs de pierres. Les grèves pour obtenir de meilleures conditions de travail et de salaire étaient fréquentes. Les dernières carrières ont fermé dans les années soixante. Aujourd'hui, les carrières encore en activité sont à Cresciano.
L'ouverture du chemin de fer du Gothard permit à plusieurs habitants de travailler comme ouvriers pour l'entretien des voies, mécaniciens dans les ateliers de Biasca et Bellinzone ou cheminots à la gare et sur les trains.
Après la première guerre mondiale, l'école de Osogna était connue en Suisse car la maîtresse Giovannina Mattei-Alberti était l'une des premières à utiliser la méthode Montessori.
L'émigration vers les États-Unis et l'Amérique latine a été très forte au XIXe siècle et jusqu'au début de la Deuxième Guerre mondiale.
Le 2 avril 2017, la commune est rattachée à la nouvelle commune de Riviera.

## Géographie
Osogna est à 15 km au nord de Bellinzone et à 5 km au sud de Biasca, sur la rive gauche de la rivière Tessin.
Le plus haut sommet est le Torrone d’Orza (2952 m).
Les roches de la région sont surtout du gneiss et du granit. La végétation est composée d’arbres feuillus (hêtres, châtaigniers) jusque vers 900m et ensuite de conifères (épicéa, mélèze). Le torrent Nala divise le village en deux parties.
Le torrent Boggera marque la frontière avec Cresciano.

## Bourgeoisie (Patriziato) de Osogna
Cette commune bourgeoise est plus ancienne que la commune politique. Les bourgeois d’Osogna font partie de cette institution publique qui remonte à la vicinia du Moyen Age. Toute la montagne et les pâturages appartiennent à la bourgeoisie. Les pâturages étaient utilisés autrefois dans le cadre de la transhumance du bétail. Leur jouissance était répartie entre les familles.
Un règlement de la vicinia de Osogna de 1410 précise que si une famille possède plus de 10 chèvres, elle doit payer une dîme (1 cabri sain).
Les familles bourgeoises d’Osogna sont : Guidi, Jemetti, Malaguerra, Negrini, Mattei, Pellanda.

## Paroisse d'Osogna
Les catholiques d'Osogna font partie de cette paroisse. L'église paroissiale a été construite en 1498. Il y a aussi deux autres églises : l'église de Santa Maria construite au Moyen Âge sur les fondements d’un ancien château (avec une icône gothique de Ivo Striegel) et l'église de Santa Pietà (1729).

## Note
1. ↑  Barelli Marzio, Lupi, orsi, linci e aquile, JAM Edizioni, Prosito, 2005, p. 127
2. ↑  « Répertoire officiel des communes de Suisse - Modifications annoncées 2017 - Version du 23.03.2017 (remplace la version du 16.12.2016) », sur bfs.admin.ch, 23 mars 2017 (consulté le 25 mars 2017).
3. ↑   Il doit s'agir d'un agrandissement car un document de 1299 signale déjà une église dédiée aux saints Gratiniano et Felino